# Vibrio pectenicida
Vibrio pectenicida , às vezes abreviado como V. pec, é uma bactéria patogênica que ataca larvas da vieira Pecten maximus. Esta bactéria não usa glicose ou frutose como fontes de carbono, mas sim ramnose e betaína. A365 é a cepa tipo (= CIP 105190 T ).
A cepa FHCF-3 de Vibrio pectenicida foi identificada como um potencial agente causador da Doença de desgaste da estrela-do-mar.